# 1712
| [ Edytuj tabelę ]              | |
| Król Polski                    | - 1709 August II Mocny 1733 |
| Król Afganistanu               | - 1709 Mir Wajs Chan 1715 |
| Współksiążęta Andory           | - 1695 Julià Cano i Thebar 1714 - 1643 Ludwik XIV 1715                                                                                     |
| Elektor Bawarii                | - 1679 Maksymilian II Emanuel 1726 |
| Sułtan Brunei                  | - 1705 Hussin Kamaluddin 1730 |
| Cesarz Chin                    | - 1661 Kangxi 1722 |
| Król Czech                     | - 1711 Karol VI Habsburg 1740 |
| Król Danii                     | - 1699 Fryderyk IV 1730 |
| Dalajlama                      | - 1708 Kelzang Gjaco 1757 |
| Cesarz Etiopii                 | - 1711 Justus 1716 |
| Król Francji                   | - 1643 Ludwik XIV 1715 |
| Król Hiszpanii                 | - 1700 Filip V 1724 |
| Landgraf Hesji-Kassel          | - 1670 Karol I Heski 1730 |
| Stadhouder Holandii            | - 1702 drugi okres bez stadhoudera 1747 |
| Szach Iranu                    | - 1694 Sultan Husajn 1722 |
| Państwo Wielkich Mogołów       | - 1707 Bahadur Szach I 1712 - 1712 Dżahandar Szah 1713                                                                                     |
| Król Irlandii                  | - 1702 Anna Stuart 1714 |
| Cesarz Japonii                 | - 1709 Nakamikado 1735 |
| Kalif                          | - 1703 Ahmed III 1736 |
| Patriarcha Konstantynopola     | - 1711 Cyryl IV 1713 |
| Władca Korei                   | - 1674 Sukjong 1720 |
| Książę Liechtensteinu          | - 1699 Jan Adam I 1712 - 1712 Józef Wacław 1718                                                                                            |
| Sułtan Maroka                  | - 1672 Maulaj Isma’il 1727 |
| Książę Monako                  | - 1701 Antoni I 1731 |
| Król Nawarry                   | - 1710 Ludwik XV 1774 |
| Król Norwegii                  | - 1699 Fryderyk IV 1730 |
| Sułtan Omanu                   | - 1711 Sultan II ibn Sajf 1719 |
| Elektor Palatynatu             | - 1690 Jan Wilhelm 1716 |
| Papież                         | - 1700 Klemens XI 1721 |
| Książę Parmy i Piacenzy        | - 1694 Franciszek 1727 |
| Król Portugalii                | - 1706 Jan V 1750 |
| Król w Prusach                 | - 1701 Fryderyk I 1713 |
| Car Rosji                      | - 1682 Piotr I Wielki 1725 |
| Cesarz Rzymski (niemiecki)     | - 1711 Karol VI Habsburg 1740 |
| Kapitanowie Regenci San Marino | - 1711 Federico Gozi Giuseppe Zampini 1712 - 1712 Onofrio Onofri Giovanni Martelli 1712 - 1712 Gian Giacomo Angeli Bartolomeo Bedetti 1713 |
| Elektor Saksonii               | - 1694 Fryderyk August I (król Polski) 1733                                                                                                |
| Król Szwecji                   | - 1697 Karol XII 1718 |
| Król Tajlandii                 | - 1709 Tai Sa 1733 |
| Sułtan Turków                  | - 1703 Ahmed III 1730 |
| Doża Wenecji                   | - 1709 Giovanni Cornaro 1722 |
| Król Węgier                    | - 1711 Karol III 1740 |
| Monarcha Wielkiej Brytanii     | - 1707 Anna Stuart 1714 |

Rok 1712 / MDCCXII
stulecia: XVII wiek ~
XVIII wiek ~
XIX wiek

lata: 1702 «
1707 «
1708 «
1709 «
1710 «
1711 «
1712
» 1713
» 1714
» 1715
» 1716
» 1717
» 1722

## Wydarzenia w Polsce
- 5 kwietnia – początek obrad sejmu warszawskiego. Posłowie zajęli się przygotowaniem propozycji dla poselstw mających udać się do Rosji i Turcji.
- 3 października – rozpoczęcie synodu ewangelicznego w Toruniu.

## Wydarzenia na świecie
- 29 stycznia – wojna o sukcesję hiszpańską: rozpoczął się kongres pokojowy w Utrechcie.
- 30 lutego – w Szwecji przestał obowiązywać kalendarz szwedzki. W celu jego zsynchronizowania z kalendarzem juliańskim wprowadzono drugi dzień przestępny.
- 7 kwietnia – rewolta niewolników w Nowym Jorku.
- 7 czerwca – Pennsylvania Assembly zakazało importu niewolników do stanu Pensylwania.
- 4 lipca – w Nowym Jorku stracono 12 niewolników za wzniecenie powstania, w którym zginęło 9 białych.
- 20 lipca – bitwa pod Sins.
- 24 lipca – wojna o sukcesję hiszpańską: zwycięstwo wojsk francuskich nad austriacko-holenderskimi w bitwie pod Denain.
- 25 lipca – zwycięstwo szwajcarskich protestantów nad katolikami w II bitwie pod Villmergen.
- 7 sierpnia – wojna o sukcesję hiszpańską: początek oblężenia Douai.
- 11 sierpnia – pokój w Aarau zakończył wojnę między Bernem i Zurychem a pięcioma kantonami wiejskimi.
- 28 sierpnia – Piotr I Wielki przeniósł stolicę z Moskwy do Petersburga, nowo powstałego miasta nad Newą. Moskwa pozostała centralnym ośrodkiem imperium.
- 8 września – wojna o sukcesję hiszpańską: kapitulacja Douai.
- 20 grudnia – III wojna północna: zwycięstwo Szwedów nad wojskami duńsko-saskimi w bitwie pod Gadebusch.

- Epidemia ospy we Francji.
- Wielka Brytania – uchwalenie opłaty stemplowej - stamp act.
- Wielka Brytania – ustanowienie podatku na mydło (soap tax) jako na „arystokratyczny zbytek”.
- Holenderskie miasto Utrecht wygnało biednych Żydów, pozostawiając bogatych.
- Generał Magnus Stenbock wylądował na terenie dzisiejszego polskiego Pomorza Zachodniego. Próba kontrataku szwedzkiego.
- Austria 1712-1715 – próby stworzenia regimentu węgierskiego pod dowództwem austriackim.
- 1712-1714 Gottfried Wilhelm Leibniz przebywa na wiedeńskim dworze.
- Rosjanie wkroczyli do Finlandii.
- Petersburg stolicą Rosji.
- Piotr Wielki otrzymał Bursztynową Komnatę od króla Prus.
- Piotr Wielki poślubił oficjalnie Katarzynę (prywatna ceremonia odbyła się prawdopodobnie w 1707 r.), przyszłą carycę Katarzynę I.
- Meksyk – skazana (przez inkwizycję) Maria de Ortiz Espejo, za głoszenie absurdalnej tezy, że trzęsienia ziemi mogą pomóc zajść w ciążę.
- bitwa morska przy przylądku Arkona pomiędzy Danią a Szwecją

## Urodzili się
- 24 stycznia – Fryderyk II Wielki, król Prus (zm. 1786)
- 28 stycznia - Udalryk Krzysztof Radziwiłł, książę Świętego Cesarstwa Rzymskiego, pisarz wielki litewski, generał major kawalerrii, koniuszy litewski, poeta, prozaik, tłumacz, mówca, erudyta (zm. 1770)
- 23 kwietnia – Devasahayam Pillai, hinduski męczennik, błogosławiony katolicki (zm. 1752)
- 28 czerwca – Jean-Jacques Rousseau, francuski pisarz i filozof czołowy myśliciel oświecenia (zm. 1778)
- 2 sierpnia – Andrzej Abel Alricy, francuski ksiądz, męczennik, błogosławiony katolicki (zm. 1792)

## Zmarli
- 12 lutego – Maria Adelajda Sabaudzka, księżniczka Sardynii, księżna Burgundii i delfina Francji (ur. 1685)
- 18 lutego – Ludwik Burbon, książę Burgundii i delfin Francji (ur. 1682)
- 8 marca – Ludwik Burbon, książę Bretanii i delfin Francji (ur. 1707)
- 25 marca – Johan Diderik Grüner, duński dyplomata i polityk (ur. 1661)
- 12 lipca – Richard Cromwell, protektor Anglii, Szkocji i Irlandii (ur. 1626)
- 14 września – Giovanni Cassini, astronom włoski (ur. 1625)

- Data dzienna nieznana: 
  - Joan van Akerlaken – regent miasta Hoorn (ur. 1672)
  - Wojciech Dąmbski – kasztelan sierpecki (ur. 1650)
  - Vincenzo Durazzo – polityk genueński (ur. 1635)
  - Adam Gruszczyński – sędzia kapturowy poznański, senator (ur. 1670)
  - Adam Władysław Jaruntowski – kasztelan sanocki, sędzia grodzki sanocki i stolnik sanocki (ur. ?)
  - Pierre Rouillé de Marbeuf – francuski dyplomata (ur. 1657)
  - Yusuf Nabi – turecki poeta (ur. 1642)
  - Jakub Ossoliński – chorąży mielnicki, starosta drohicki (ur. ?)
  - Ağa Yusuf Pasza – turecki polityk i wojskowy (ur. ?)
  - Jan Chryzostom Pieniążek – marszałek sejmu w Warszawie (ur. ok. 1630)
  - August Ferdinand von Pflugk – saski polityk, pierwszy minister Augusta II (ur. 1662)
  - Ernst Stuven – niemiecki malarz barokowy (ur. ok. 1657)
  - Petrus Valkenier – holenderski prawnik, pisarz i dyplomata (ur. 1641)
  - Achacjusz Filliborn – poeta, śpiewak (ur. 1640)

## Święta ruchome
- Tłusty czwartek: 4 lutego
- Ostatki: 9 lutego
- Popielec: 10 lutego
- Niedziela Palmowa: 20 marca
- Wielki Czwartek: 24 marca
- Wielki Piątek: 25 marca
- Wielka Sobota: 26 marca
- Wielkanoc: 27 marca
- Poniedziałek Wielkanocny: 28 marca
- Wniebowstąpienie Pańskie: 5 maja
- Zesłanie Ducha Świętego: 15 maja
- Boże Ciało: 26 maja